# Telemadrid
Telemadrid est la principale chaîne de télévision régionale de la communauté de Madrid, en Espagne. Lancée en 1989, elle appartient au groupe de radio et de télévision publique madrilène (Ente Público RadioTelevisión Madrid) dont dépendent également la chaîne de télévision La Otra ainsi que la station de radio Onda Madrid.
Média généraliste, Telemadrid diffuse des séries, des documentaires, des émissions de proximité, des jeux télévisés et des films. Elle accorde une place importante à l'actualité, qu'elle soit locale, régionale ou internationale, et retransmet certaines compétitions sportives des clubs madrilènes, tels que le Getafe CF et l'Atlético de Madrid.
Telemadrid appartient à la fédération des organismes de radio et de télévision des autonomies, une association professionnelle regroupant les principales chaînes de télévision régionales publiques du pays.
Elle est diffusée sur le réseau hertzien (analogique et numérique) dans l'ensemble de la communauté de Madrid ainsi qu'en streaming sur internet. Depuis 2013, la diffusion par satellite a cessé.

## Histoire
La création de Telemadrid intervient en 1989 alors que Joaquín Leguina est à la tête de la communauté autonome de Madrid. Après une période d'intense réflexion quant à l'opportunité ou non de doter la région capitale d'une chaîne de télévision régionale, le lancement de ce nouveau canal est programmé pour le 2 mai à 17 heures 45.

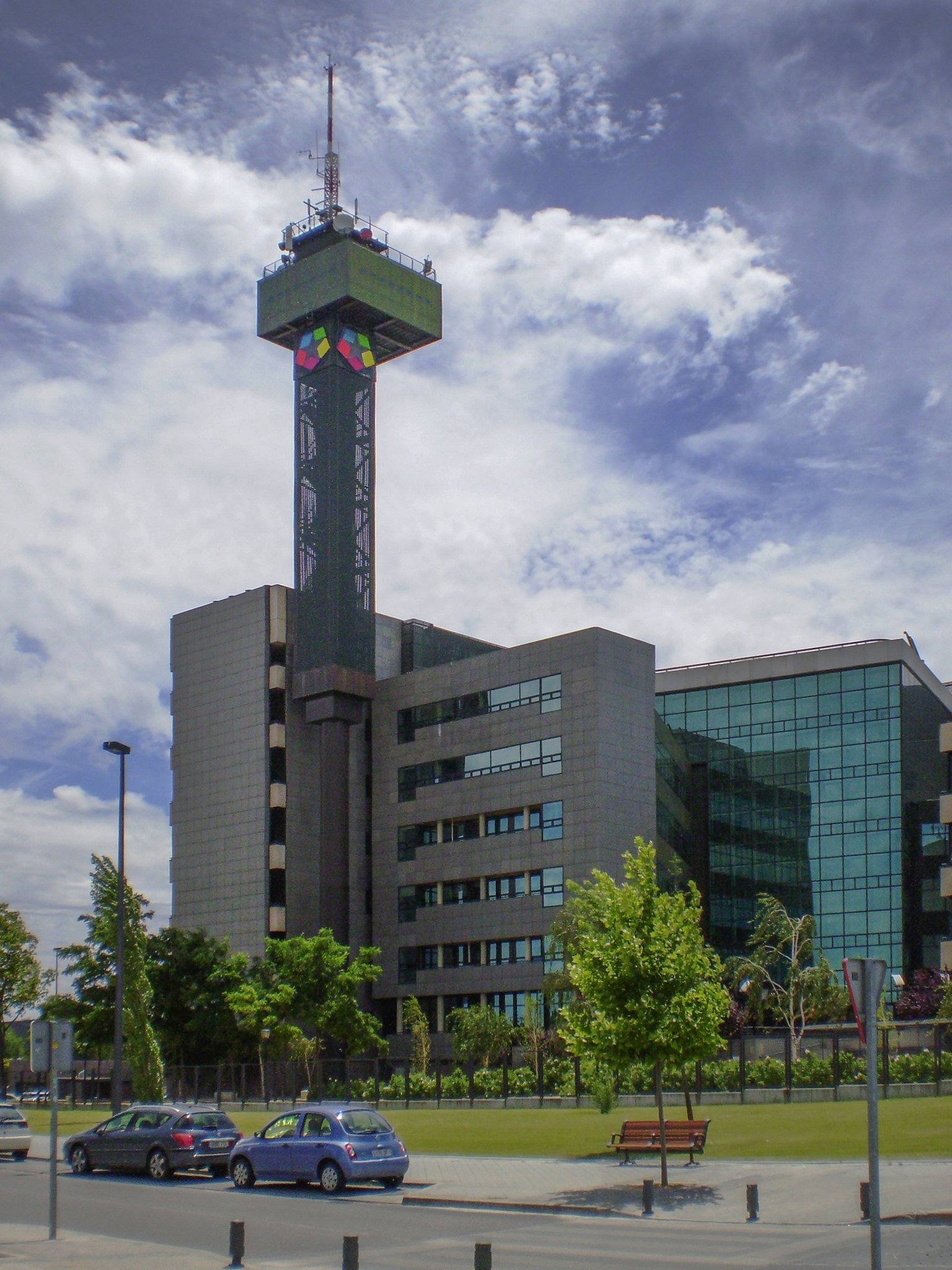
Le siège de Telemadrid

Les premières émissions sont consacrées à la présentation de la chaîne, suivie d'une corrida en direct des arènes de Las Ventas, d'un documentaire sur les personnalités marquantes de Madrid et de la diffusion du film Ben Hur. Javier García Fernández est nommé à la tête de la radio et de la télévision publique madrilène, tandis que Pedro Erquicia assume la fonction de premier directeur de la chaîne.
Fonctionnant à ses débuts avec une équipe réduite composée de 28 personnes (présentateurs et techniciens compris), elle n'émet alors que sept heures par jour, de 18 heures à 1 heure du matin. L'offre de programmes s'étend progressivement aux après-midi, puis aux matinées, avant que la chaîne ne commence à émettre en continu au début des années 2000.
Après la victoire de Alberto Ruiz-Gallardón aux élections régionales de 1995, le nouveau gouvernement régional tente de privatiser la chaîne, mais se heurte au refus du gouvernement central, présidé alors par José María Aznar.
Jusqu'en 1997, le siège de Telemadrid est aménagé dans les locaux de l'agence de presse EFE. Un attentat contre les installations de cette dernière, revendiqué par les terroristes des GRAPO, est ainsi couvert en direct par la chaîne, qui se trouve malgré elle aux premières loges.
Le 11 mars 1997, Telemadrid se dote de son propre siège social, un immeuble aménagé au cœur de la « Cité de l'image », dans le quartier de Pozuelo de Alarcón. Ce complexe, qualifié de « particulièrement remarquable » lors de la journée mondiale de l'architecture en 1997, abrite l'ensemble des centres de production du groupe de radio et de télévision madrilène.
Placé à la tête de la chaîne à partir de 2003, Manuel Soriano ré-oriente la programmation de Telemadrid, promettant la suppression de certaines émissions jugées peu conformes à l'esprit du service public. Isabel Linares Liébana lui succède en 2007.

## Programmes
En semaine, les émissions de la chaîne commencent à 8 heures du matin avec le « Telediario », première édition du journal télévisé qui reprend durant deux heures les principales informations locales, régionales (décrochages en fonction de l'actualité), nationales et internationales. S'ensuit à 10 heures « El círculo a primera hora » et à 10 heures 30 le programme matinal « Buenos Días Madrid » qui présente chroniques thématiques, informations locales, services (bulletins météorologiques et informations sur le trafic routier et dans les transports en commun de la capitale), débats et revues de presse. Les après-midi sont consacrées aux séries, divertissements et jeux télévisés.
À 19 heures, la chaîne diffuse « Madrid directo », une émission traitant de l'actualité locale et des événements du jour à Madrid et dans ses environs. Les soirées sont consacrées au cinéma, au sport ou au divertissement. Plusieurs bulletins d'information viennent rythmer l'antenne : le journal télévisé de l'après-midi (à 15 heures), celui du soir (à 22 heures) et un programme d'analyse de l'actualité baptisé « Diario de la noche », qui reprend les principaux thèmes du jour (à 1 heure du matin).
Durant la nuit, la chaîne reprend les programmes de sa « petite sœur », la chaîne de télévision La Otra.

### Sources
- (es) Cet article est partiellement ou en totalité issu de l’article de Wikipédia en espagnol intitulé « Telemadrid » (voir la liste des auteurs).